# 天主教宜昌教区
天主教宜昌教區（拉丁語：Dioecesis Iciamensis）是羅馬天主教在中國湖北省西南部設立的一個教區，屬於湖北教省。

## 概況
1946年4月11日，聖座在中國設立聖統制，宜昌宗座代牧區升格為宜昌教區，屬於漢口教省。
1950年，宜昌教區信徒人數為15,078人、156個堂區、57位司鐸和77位修女。2011年，有約三萬信徒、23位神父和11位修女。教座位於湖北省宜昌市聖方濟各主教座堂。教區自呂守旺主教於2011年4月30日去世後，一直處於教座出缺狀態至今。

## 歷史
1870年9月11日，聖座將湖北宗座代牧區一分為三，設立湖北東境宗座代牧區、湖北西南境宗座代牧區和湖北西北境宗座代牧區。宗座代牧區由義大利籍方濟會會士負責管理，首任宗座代牧為董文芳主教。其後，宗座代牧區改由比利時籍方濟會會士負責管理。
1906年，楊睦多主教在荊州成立屬於湖北南境宗座代牧區轄下的耶穌聖嬰方濟修女會。
1924年12月3日，宗座代牧區以教座所在地宜昌更名為宜昌宗座代牧區，鄧炳文主教出任首任宗座代牧。
1946年4月11日，聖座在中國設立聖統制，宜昌宗座代牧區升格為宜昌教區，屬於漢口教省。顧學德主教留任成為首任宜昌教區正權主教。
1949年10月1日，中國共產黨在中國大陸地區建立中華人民共和國，並開始針對天主教進行宗教迫害及打壓，教會已經無法正常功能。1950年11月18日，顧學德主教去世，教區自始一直處於教座出缺狀態達57年。
其間，在1959年中國官方組織中國天主教友愛國會未經時任教宗庇護十二世准許祝聖非2自選自聖張鳴謙為宜昌教區正權主教。
1966年至1979年文化大革命期間，所有宗教活動停止。與中國合作的張鳴謙也被判處勞改營，但由於他的醫術技能狻避免勞動，而在服刑期間在醫院工作。1978年獲張鳴謙釋後返回教區。他一直從事醫學工作，將其收入用作修院經費，晚年獲教宗赦免。
2002年10月6日，宜昌教區的耶穌聖嬰方濟傳教修女會多位修女復願。

## 教堂
- 宜昌聖方濟各主教座堂，位於宜昌市自立路1號。
- 恩施州利川市花梨嶺教堂

## 歷任主教

### 湖北西南宗座代牧
- 董文芳主教, O.F.M.（1876年1月25日-1888年11月22日）：義大利籍[5]
- 祁棟樑主教, O.F.M.（1889年2月13日-1899年）：比利時籍[6]
- 德希聖主教, O.F.M.（1900年4月27日-1904年7月19日）：比利時籍[7]
- 楊睦多主教, O.F.M.（1904年12月24日-1922年10月27日）：比利時籍[8]
- 鄧炳文主教, O.F.M.（1923年12月23日－1924年12月3日）：比利時籍[9]

### 宜昌宗座代牧
- 鄧炳文主教, O.F.M.（1924年12月3日-1929年9月9日）：比利時籍
- 顧學德主教, O.F.M.（1930年3月25日-1946年4月11日）：比利時籍[10]

### 宜昌主教
- 顧學德主教, O.F.M.（1946年4月11日－1950年11月18日）：比利時籍
- 教座出缺（1950年-2007年）
  - 張鳴謙主教, O.F.M.（1959年-2005年7月24日）：非法自選自聖，獲教宗赦免。[11]
- 呂守旺主教, O.F.M.（2007年－2011年4月30日）[12][13][14]
- 教座出缺（2011年-現在）